# Меріндад-де-Вальдепоррес
Меріндад-де-Вальдепоррес (ісп. Merindad de Valdeporres) — муніципалітет в Іспанії, у складі автономної спільноти Кастилія-і-Леон, у провінції Бургос. Населення — 461 особа (2010).
Муніципалітет розташований на відстані близько 290 км на північ від Мадрида, 75 км на північ від Бургоса.
На території муніципалітету розташовані такі населені пункти: (дані про населення за 2010 рік)
- Брісуела: 21 особа
- Буснела: 1 особа
- Сідад: 15 осіб
- Досанте: 7 осіб
- Аедо-де-лас-Пуеблас: 14 осіб
- Лева: 14 осіб
- Педроса: 153 особи
- Пуентедей: 56 осіб
- Кінтанабальдо: 5 осіб
- Робредо-де-лас-Пуеблас: 13 осіб
- Росас: 19 осіб
- Сан-Мартін-де-лас-Ольяс: 27 осіб
- Сан-Мартін-де-Поррес: 15 осіб
- Сантелісес: 80 осіб
- Вільявес: 21 особа

## Демографія
Динаміка населення (INE ):